# Luigi Iovino
Luigi Iovino (Napoli, 14 gennaio 1993) è un politico italiano, deputato alla Camera nella XVIII legislatura della Repubblica Italiana.

## Biografia
Nato a Napoli, ma originario e residente a San Paolo Bel Sito, dopo essersi diplomato presso un istituto tecnico commerciale si è iscritto al corso di laurea magistrale in Giurisprudenza presso l'Università degli Studi di Salerno, ricoprendovi anche il ruolo di rappresentante degli studenti. Avvicinatosi al Movimento 5 Stelle nel 2013, due anni dopo in occasione delle elezioni amministrative si è candidato a sindaco di San Paolo Bel Sito, raccogliendo il 7,7% dei voti.
Alle elezioni politiche del 2018, dopo aver vinto le "parlamentarie" interne al M5S è stato candidato ed eletto alla Camera dei Deputati nella lista del M5S: a 25 anni, è stato tra i deputati più giovani della XVIII legislatura. Il 2 ottobre 2019 è stato eletto, con 243 voti su 268, segretario dell'ufficio di presidenza della Camera, risultando il più giovane a ricoprire la carica nella storia dell'Italia repubblicana. Ha tenuto l'incarico fino al 12 ottobre 2022.
Alla Camera si è occupato principalmente di  sicurezza informatica e diritto allo studio universitario. Con la legge di bilancio 2020 ha fatto istituire un fondo di 3 milioni di euro per progetti di formazione sulla cybersecurity. Durante l'emergenza COVID-19 ha promosso la costituzione un fondo di 20 milioni per il rimborso degli affitti degli studenti fuori sede e, con la legge di bilancio 2021, uno di 15 milioni a sostegno dei fuori sede in affitto con ISEE non superiore ai 20.000 euro.
Nel 2020 è stato eletto facilitatore regionale in Campania per le relazioni interne del Movimento 5 Stelle. Considerato tra le persone più vicine a Luigi Di Maio, il 21 giugno 2022 ha lasciato il Movimento 5 Stelle, a seguito dei contrasti tra Di Maio e il presidente del M5S Giuseppe Conte, per aderire a Insieme per il futuro.